# Persedea exquisita
Persedea exquisita är en tvåvingeart som beskrevs av Richter 2001. Persedea exquisita ingår i släktet Persedea och familjen parasitflugor.
Artens utbredningsområde är Iran. Inga underarter finns listade i Catalogue of Life.